# Federación Nacional de Agricultores
La Federación Nacional de Agricultores (FNA) también conocida como Federación nacional de obreros del campo (FNOC) o Federación nacional de trabajadores (FNT), fue una organización anarcosindicalista fundada en 1913 en España. 
Este sindicato, junto a destacados propagandistas, revalorizó los principios del anarquismo agrario y preparó la reorganización de este en Andalucía. En el congreso de Valencia de 1918, se acuerda el ingreso de la federación en la CNT. El órgano de la federación era el periódico 'La voz del campesino'. En 1917 tuvo lugar un congreso en Zaragoza en el que estuvieron representadas 80 secciones que sumaban 13.852 miembros. Otros congresos fueron:
- 1913 Córdoba (fundación)
- 1914 Valencia
- 1915 Úbeda
- 1916 Villanueva y Geltrú
- 1917 Zaragoza
- 1918 Valencia